# Hongfeng (socken i Kina, Sichuan, lat 29,95, long 103,99)
Hongfeng (kinesiska: 洪峰乡, 洪峰) är en socken i Kina. Den ligger i provinsen Sichuan, i den sydvästra delen av landet, omkring 79 kilometer söder om provinshuvudstaden Chengdu. Antalet invånare är 11 782. Befolkningen består av 5 879 kvinnor och 5 903 män. Barn under 15 år utgör 14,0 %, vuxna 15-64 år 68 %, och äldre över 65 år 17,0 %.
Genomsnittlig årsnederbörd är 1 348 millimeter. Den regnigaste månaden är juli, med i genomsnitt 306 mm nederbörd, och den torraste är december, med 13 mm nederbörd.